# Soundso
Soundso – trzeci album studyjny niemieckiego zespołu Wir sind Helden.

## Lista utworów
1. "Ode an die Arbeit" – 3:42
2. "Die Konkurrenz" – 3:44
3. "Soundso" – 4:14
4. "Für nichts gerantieren" – 4:21
5. "Kaputt" – 3:10
6. "Labyrinth" – 4:15
7. "The Geek" – 3:40
8. "Endlich ein grund zur panik" – 3:44
9. "Der Krieg kommt schneller zurück als du denkst" – 2:48
10. "Hände Hoch" – 4:39
11. "Stiller" – 4:21
12. "Lass und verschwinden" – 4:16